# Wormaldia yakuensis
Wormaldia yakuensis är en nattsländeart som beskrevs av Kobayashi 1980. Wormaldia yakuensis ingår i släktet Wormaldia och familjen stengömmenattsländor. Inga underarter finns listade i Catalogue of Life.